# Distretto di Nyžni Sirohozy
Il distretto di Nyžni Sirohozy (in ucraino Нижньосірогозький район?) era un distretto (rajon) dell'Ucraina, situato nell'oblast' di Cherson. Il suo capoluogo era Nyžni Sirohozy. È stato soppresso con la riforma amministrativa del 2020.